# Vanadzor
Vanadzor este un oraș din Provincia Lori, Armenia.